# Écozone paléarctique : plantes à graines par nom scientifique (H)

## Ha

### Hac
- Hackelia
  - Hackelia deflexa

### Hae
- Haemanthus - fam. Amaranthacées
- Haemanthus multiflorus - Ail rouge

### Hal
- Halenia
  - Halenia deflexa

### Ham
- Hamamelis - Hamamélidacées (arbuste)
  - Hamamelis intermedia - Hamamélis
  - Hamamelis mollis	- Hamamélis
  - Hamamelis virginiana - Hamamélis de Virginie

### Har
- Haraella - fam. Orchidacées
  - Haraella odorata

- Harleyodendron

- Harpagophytum
  - Harpagophytum procumbens - La griffe du diable

- Harpalyce

### Haw
- Haworthia (plante grasse)
  - Haworthia attenuata
    - Haworthia attenuata caespitosa

## He
Écozone paléarctique: plantes à graines par nom scientifique (HE)

## Hi

### Hib
- Hibanobambusa - fam. Poacées (bambou)
  - Hibanobambusa tranquillans - Bambou

- Hibiscus - fam. Malvacées (arbuste)
  - Hibiscus cannabinus ou Hibiscus sabdarifa - Groseille pays
  - Hibiscus esculentus - Gombo
  - Hibiscus moscheutos
  - Hibiscus rosa-sinensis - Hibiscus rose de Chine ou « Rose de Chine »
  - Hibiscus syriacus ou Althaea frutex - Hibiscus de Syrie ou « Althea de Syrie » ou « Ketmie de Syrie »
  - Hibiscus sino-syriacus

### Hie
- Hieracium - fam. Cichoriacées ou Astéracées
  - Hieracium alpinum - Épervière des Alpes
  - Hieracium aurantiacium ou Pilosella aurantiaca - Épervière orangée
  - Hieracium canadense - Épervière du Canada
  - Hieracium intybaceum - Épervière à feuilles de chicorée
  - Hieracium lanatum - Épervière laineuse
  - Hieracium mixtum - Épervière mixte
  - Hieracium pilosella ou Pilosella officinarum - Épervière piloselle ou « Piloselle »
  - Hieracium robinsonii - Épervière
  - Hieracium scabrum - Épervière
  - Hieracium villosum - Épervière velue

- Hierochloe - fam. Poacées (herbe)
  - Hierochloe alpina - Hiérochloé alpine
  - Hierochloe odorata - Hiérochloé odorante ou « Foin d'odeur » ou « Herbe aux bisons »
  - Hierochloe orthantha - Hierochloe
  - Hierochloe pauciflora - Hiérochloé pauciflore

### Hip
- Hippeastrum - fam. Amaryllidacées
  - Hippeastrum cultivars - Amaryllis de l'horticulteur (Appellation par abus de langage)
  - Hippeastrum vittatum - Amaryllis de l'horticulteur (Appellation par abus de langage)

- Hippocrepis - fam. Fabacées
  - Hippocrepis balearica
  - Hippocrepis ciliata
  - Hippocrepis comosa - fer à cheval (plante)
  - Hippocrepis glauca
  - Hippocrepis multisiliquosa
  - Hippocrepis salzmanni
  - Hippocrepis scabra
  - Hippocrepis squamata
  - Hippocrepis unisiliquosa
  - Hippocrepis valentina

- Hippophae
  - Hippophae rhamnoïdes - Argousier faux-nerprun
    - Hippophae rhamnoides frugana

  - Hippophae salicifolia

- Hippuris
  - Hippuris tetraphylla

## Ho

### Hol
- Holcus
  - Holcus lanatus

- Holocalyx

### Hon
- Honckenya
  - Honckenya peploides

### Hor
- Hordeum - fam. Poécées
  - Hordeum brachyantherum - Orge à anthères courtes
  - Hordeum jubatum - Orge agréable ou « Queue d'écureuil »
  - Hordeum montanense - Orge de montagne
  - Hordeum vulgare - Orge vulgaire

### Hos
- Hosta
  - Hosta plantaginea
  - Hosta sieboldiana - Hosta panaché

### Hou
- Houstonia - fam. Rubiacées
  - Houstonia caerulea - Houstonie

- Houttuynia - fam Saururaceae - (plante vivace)
  - Houttuynia chamaleon
  - Houttuynia cordata - Plante caméléon

### How
- Howea - fam. Arécacées (palmier)
  - Howea forsteriana - Palmier
    - Howea forsteriana Kentia - Palmier d'appartement

### Hoy
- Hoya
  - Hoya carnosa - Fleur de porcelaine

## Hu

### Hum
- Humeca
  - Humeca elegans - Humeca élégant

- Humulus - fam. Cannabinacées (plante grimpante)
  - Humulus japonicus - Houblon du Japon
  - Humulus lupulus - Houblon

### Hun
- Hunnemannia
  - Hunnemannia fumarifolia - Hummannie

### Hup
- Huperzia
  - Huperzia selago

### Hur
- Hura - fam. Euphorbiacées (arbre)
  - Hura crepitans - Bois diable

## Hy

### Hya
- Hyacinthoides
  - Hyacinthoides italica - Scille d'Italie

- Hyacinthus - fam. Liliacées
  - Hyancinthus candicans ou Galtonia candicans - Jacinthe du Cap
  - Hyacinthus orientalis - Jacinthe orientale

### Hyd
- Hydrangea - fam. Hydrangeacées (arbuste)
  - Hydrangea arborescens - Hortensia arborescente ou « Hydrangée arborescente »
  - Hydrangea aspera - Hortensia
  - Hydrangea involucrata - Hortensia
  - Hydrangea macrophylla - Hortensia à grosse fleurs
  - Hydrangea paniculata - Hydrangée paniculée
  - Hydrangea petiolaris - Hortensia
  - Hydrangea quercifolia - Hydrangée à feuille de chêne
  - Hydrangea sargentiana - Hortensia

- Hydrocharis - Hydrocharitacées
  - Hydrocharis morsus-ranae - Morène ou petit nénuphar

- Hydrophyllum - fam. Hydrophyllacées
  - Hydrophyllum virginianum - Hydrophylle

### Hym
- Hymenaea

- Hymenocallis - fam. Amaryllidacées
  - Hymenocallis caribaea - Lys araignée

- Hymenolobium

### Hyo
- Hyophorbe - fam. Arécacées (Palmier)
  - Hyophorbe lagenicaulis - Palmier
  - Hyophorbe vershaffeltii - Palmier de Vershaffelt

- Hyoscyamus
  - Hyoscyamus albus - Jusquiame blanche
  - Hyoscyamus niger - Jusquiame noire

### Hyp
- Hypecoum
  - Hypecoum procumbens - Hypecoum couché

- Hypericum - fam. Clusiacées
  - Hypericum calycinum - Millepertuis à grandes fleurs
  - Hypericum kalmianum - Millepertuis
  - Hypericum olympicum - Millepertuis du mont Olympe
    - Hypericum olympicum citrinum - Millepertuis du mont Olympe jaune pâle

  - Hypericum perforatum - Millepertuis perforé
  - Hypericum pulchrum - Millepertuis élégant
  - Hypericum virginicum ou Elodea campanulata ou Triadenum virginicum - Millepertuis de Virginie

- Hypocyrta
  - Hypocyrta glabra - Hypocirta

- Hypoestes
  - Hypoestes phyllostachya - Hypoestes

### Hys
- Hyssopus
  - Hyssopus officinalis

- Hystrix
  - Hystrix patula - Hystrix étalé